# Felipe Montes
Felipe Montes   (Cadis, 22 de febrer de 1781 - Madrid, 11 de febrer de 1856) fou un militar espanyol, senador vitalici i Capità general d'Aragó durant la primera guerra carlina.
Ingressà a l'exèrcit en 1791 i participà en la Guerra Gran. Va estudiar matemàtiques a l'Acadèmia Militar de Barcelona i en 1799 ingressà com a subtinent al Cos d'Enginyers. Fou nomenat professor de l'Acadèmia de Càlcul i Dibuix de Madrid i participar com a enginyer a la guerra de les Taronges. Després fou destinat a la comandància del Penyal Vélez de la Gomera. En 1808 formà part de l'exèrcit hispanofrancès que va envair Portugal; en produir-se l'aixecament del 2 de maig a Madrid fugí a Galícia i es va unir a l'exèrcit rebel. En 1809 participà en la presa de Villafranca del Bierzo i fou ascendit a tinent coronel. En 1810 fou cap d'Estat Major de la 3a Divisió al comtat de Niebla i Fregenal de la Sierra. Després de la batalla d'Albuera fou ascendit a brigadier. En 1812 seria designat comandant general de la província de Granada.
Acabada la guerra del francès, fou Director d'Enginyers de la Costa de Granada fins 1815, uan fou destinat a l'Estat Major General. El seu nom no tornarà a relluir fins que fou ascendit a mariscal de camp en març de 1834. Durant la primera guerra carlina fou destinat a Aragó, on el juny de 1835 fou designat capità general d'Aragó. Allí va formar un exèrcit per lluitar contra Ramon Cabrera i participà en el setge de Cantavieja. Força criticat per haver donat suport l'orde d'execució de la mare de Ramon Cabrera, en juliol de 1836 fou destituït com a capità general i deixà el comandament a 
Evaristo Fernández de San Miguel, i passà a ser vocal i vicepresident de la Junta Auxiliar de Guerra. En 1838 era director general del Cos d'Estat Major de l'Exèrcit i posteriorment capità general de Sevilla. En 1845 fou nomenat senador vitalici. Va morir entre 1853 i 1857.